# Jamnagar
Jamnagar (gujarati જામનગર) és una ciutat i corporació municipal de Gujarat, capital del districte de Jamnagar a l'Índia. La ciutat, antigament Nawanagar o Navanagar (Nova Ciutat) gaudeix d'una de les refineries més grans del món. Està situada a 22° 28′ N, 70° 04′ E / 22.47°N,70.07°E i té a la rodalia el llac Lakhota. Consta al cens del 2001 amb una població de 447.734 habitants; la població el 1901 era de 53.844 habitants amb 32.005 hindus, 17.027 musulmans i 4.621 jains.

## Història
Fou fundada el 1540 per Jam Rawal agafant el nom de Navanagar (Nova Ciutat) però sent coneguda popularment com a Jamnagar (Ciutat dels Jams) que pocs anys després de la independència de l'Índia va esdevenir oficial (1959). Fou capital del principat de Navanagar. Els mogols la van ocupar de 1664 al 1673 i la van anomenar Islamnagar però el jam va restaurar el seu nom anterior quan la van recuperar.

## Llocs interessants
- Palau de Darbargadh
- Fort de Lakhota erigit el 1788
- Willingdon Crescent amb l'estàtua de Jam Sahib al centre, avui centre comercial
- Palau Pratap Vilas
- Col·lecció d'escultures, monedes, inscripcions i taules de coure del bastió de Kotha. Inclou l'esquelet d'una balena
- Universitat ayurvèdica (Dhanvantri Mandir)
- Institut Ranjit
- Bhujio Kotho, monument a la vora del Llac Lakhota
- Bohra Hajira
- Temple de Mota Ashapura Maa
- Shantinath Mandir
- Temple Vardhman Shah
- Temple de Bala Hanuman
- Khijadia Bird Sanctuary, a 10 km al nord-est
- Parc Nacional Mari, a 16 milles nàutiques de la costa amb 458 km², amb 42 illes de corall
- Ports de Rozi i Bedi (port de la ciutat)
- Parc de la Cremació
- Jogger's Park, jardí botànic